# Rada České televize
Rada České televize je podle zákona č. 483/1991 Sb. o České televizi, v platném znění, orgánem, jímž se uplatňuje právo veřejnosti na kontrolu činnosti České televize.

## Působnosti Rady ČT
- jmenovat a odvolávat generálního ředitele a na jeho návrh ředitele televizních studií České televize
- schvalovat rozpočet a závěrečný účet České televize a kontrolovat plnění rozpočtu České televize
- schvalovat na návrh generálního ředitele Statut České televize
- předkládat Poslanecké sněmovně ke schválení Kodex České televize
- schvalovat návrhy generálního ředitele na zřizování nebo zrušení televizních studií (§ 9 odst. 8)
- rozhodovat o stížnostech týkajících se generálního ředitele
- dohlížet na plnění úkolů veřejné služby v oblasti televizního vysílání (§ 2 a 3) a na naplňování zásad vyplývajících z Kodexu České televize
- schvalovat dlouhodobé plány programového, technického a ekonomického rozvoje
- zřizovat dozorčí komisi (§ 8a) a určovat mzdu generálního ředitele
- předkládat Poslanecké sněmovně (které je ze své činnosti odpovědna) výroční zprávu o činnosti a hospodaření České televize
- Rada ČT hospodaří podle vlastního rozpočtu, náklady na činnost Rady a na odměny jejích členů, jakož i náklady na činnost dozorčí komise a na odměny jejích členů se hradí ze zvláštní výdajové položky rozpočtu České televize.

## Složení Rady ČT
Rada ČT má 18 členů, které volí a odvolává Poslanecká sněmovna (12 členů Rady) a Senát (6 členů Rady), a to z kandidátů navržených právnickými osobami, od jejichž vzniku uplynulo v době podání návrhu alespoň 10 let a které představují kulturní, regionální, sociální, odborové, zaměstnavatelské, náboženské, vzdělávací, vědecké, ekologické a národnostní zájmy. Členové Rady jsou voleni na funkční období 6 let a jsou za výkon své funkce odpovědni té komoře Parlamentu, která je zvolila; mohou být zvoleni opětovně. Na místa uprázdněná z jiného důvodu než pro uplynutí funkčního období jsou voleni noví členové na dobu zbývající do konce funkčního období toho člena, jehož místo se uprázdnilo.

## Člen Rady ČT ze zákona nesmí
- Členství v Radě je neslučitelné s funkcí prezidenta republiky, poslance nebo senátora, člena vlády, soudce, státního zástupce, člena Nejvyššího kontrolního úřadu, člena bankovní rady České národní banky, s jakoukoli funkcí ve veřejné správě, s funkcí člena Rady České republiky pro rozhlasové a televizní vysílání, člena Rady Českého rozhlasu, člena Rady České tiskové kanceláře, s funkcí generálního ředitele Českého rozhlasu a s funkcí člena dozorčí komise České televize nebo člena dozorčí komise Českého rozhlasu.
- Člen Rady nesmí zastávat žádnou funkci v politických stranách nebo v politických hnutích, společenských organizacích a sdruženích, občanských iniciativách apod., ani nesmí jejich jménem vystupovat nebo působit v jejich prospěch nebo ve prospěch jiných skupinových zájmů při výkonu své funkce v Radě.
- Dále nesmí být členem společností, které působí v oblasti hromadných sdělovacích prostředků, ani zastupovat obchodní zájmy, které by mohly být v rozporu s výkonem jeho funkce nebo by mohly nepříznivě ovlivňovat jeho nestrannost a objektivitu rozhodování.
- S výjimkou peněžitých plnění poskytovaných v souvislosti s výkonem funkce podle tohoto zákona nesmí mít člen Rady, ani osoba jemu blízká, žádný majetkový prospěch z provozování televizního vysílání. Člen Rady nebo osoby jemu blízké nesmějí být v pracovněprávním nebo jiném obdobném vztahu k České televizi, a to i dva roky po ukončení členství v Radě. Členství v radě je veřejnou funkcí.

## Politický vliv v Radě ČT
Zákon požaduje, aby v Radě ČT byly zastoupeny významné regionální, politické, sociální a kulturní názorové proudy. Tomu odpovídá i proces výběru a volby členů Rady ČT podle Jednacího řádu sněmovny (příloha 2).

Kandidáti navržení různými neziskovými a regionálními organizacemi jsou nejprve hodnoceni před volební komisí, která provede užší výběr. V tomto kroku záleží na vystoupení jednotlivých kandidátů a jejich schopnosti přesvědčit o své kompetenci. V užším výběru je zpravidla třikrát tolik kandidátů, kolik je volených míst. Tento užší výběr je předložen sněmovně k tajnému hlasování, které umožňuje poslancům, aby hlasovali nezávisle na stranickém rozhodování.
Přesto podle některých názorů jsou členové Rady ČT vybíráni pod politickým vlivem. Ondřej Aust, novinář Lidových novin zabývající se českou mediální scénou, v roce 2007 napsal: „Nový zákon tehdy přiřkl právo nominovat lidi do Rady ČT organizacím a sdružením představujícím „kulturní, regionální, sociální, odborové, zaměstnavatelské, náboženské, vzdělávací, vědecké, ekologické a národnostní zájmy.“ (…) Jejich následný vliv na složení Rady ČT je ale nulový. Občanské nominace bývají pro poslance jen zástěrkou, jak do rady nepřímo navrhnout své lidi, které pak sami prosadí. (…) Kdo se vůbec bude moci ucházet o funkci člena rady, určují dvě největší parlamentní strany, nehledě na to, že byl nominován občanskou organizací.“

### Snaha o snížení politického vlivu v Radě ČT
Někteří mediální odborníci a senátoři, často žádají novelizaci zákona, aby volit členy Rady ČT mohla i horní komora Parlamentu České republiky, tj. Senát. O způsobu volby Rady ČT pomocí tzv. „trojnožky“ – tj. poslanci, senátory a prezidentem, se však hovořilo již při tvorbě novely zákona o ČT po vypuknutí tzv. televizní krize. Kritici této teorie namítali, že dokud bude Rada ČT volena politickými zástupci, je jasné, že tito na její složení (a samozřejmě i Rady ČRo) budou mít vliv. Tehdejší místopředsedkyně a mluvčí Rady ČRo Dana Jaklová napsala v roce 2007: Zastoupení politických názorů by v radách mělo odpovídat zastoupení tohoto názoru ve společnosti, které se demonstruje v parlamentních volbách. (…) Je jisté, že dříve či později na novelu zákonů o veřejnoprávních médiích dojde. Mediální rady kontrolují dodržování zákona a efektivnost využívání veřejných prostředků, které veřejnoprávní média inkasují. A to je zcela jistě výsostně politické zadání. Nepolitické rady odborníků mohou vést nejrůznější občanská sdružení a spolky, určitě ale ne instituce, které hospodaří s miliardami korun nás, koncesionářů.
V červenci 2009 se na Radu ČT snesla kritika více než stovky českých osobností. V dopise ji označili za seskupení lobbistů bránících své osobní zájmy nebo zájmy politických stran.
V květnu 2023 schválila Poslanecká sněmovna PČR novelu, dle které bude od 1. října 2023 třetina členů rady volena Senátem PČR. Bylo také schváleno zvýšení počtu radních z původních 15 na celkem 18. Opoziční hnutí ANO a hnutí SPD přijetí novely dlouho blokovala. Vládu Petra Fialy například obviňovala z toho, že chce Českou televizi mocensky ovládnout. Naopak vládní představitelé uvedli, že jde o posílení Rady ČT odolávat politickým tlakům. V červnu 2023 novelu schválil také Senát.

## Kontroverze
V roce 2009 udělil Český klub skeptiků Sisyfos Radě zlatý Bludný balvan v kategorii družstev za „promyšlenou a vytrvalou obhajobu vysílání vzdělávacího cyklu České televize Detektor“.
Několik měsíců po obměně složení rady v roce 2020, 11. listopadu téhož roku rada netransparentně (kdy se část členů mimo veřejné jednání předem domluvila) odvolala na návrh Hany Lipovské dozorčí komisi rady. Podle některých kritiků jde o jeden z kroků směřujících k odstranění nezávislosti televize, 17. listopadu se v této souvislosti konala před budovou ČT malá demonstrace. Podle Senátu ČR bylo toto odvolání nezákonné.
Předseda a místopředseda Rady České televize René Kühn a Jaroslav Dědič k 20. listopadu odstoupili z funkce.
Čtyři z odvolaných členů Dozorčí komise podali předžalobní výzvu a hodlají se obrátit na soud. Proti odbornému stanovisku předkladatelky zákona o Radě ČT Hany Marvanové, právních kanceláří, usnesení Senátu Parlamentu ČR a názoru ministra kultury se Rada ČT odvolává na precedentní odvolání Dozorčí komise z roku 2010, ke kterému vypracovala stanovisko koulařka Helena Fibingerová.
V roce 2025 Jan Souček, generální ředitel České televize, sdělil, že ho dva členové Rady ČT, Pavel Matocha a Luboš Xaver Veselý vydírali. Ti takové obvinění odmítli.